# Juan María Arzak
Juan María Arzak Arratibel (Sant Sebastià, Guipúscoa, 31 de juliol de 1942), més conegut com a Juan Mari Arzak, és un cuiner basc considerat un dels millors cuiners del món. Té una llarga tradició familiar gastronòmica, que comença amb els seus avis. Aquests tenien una taverna i casa de menjars.

## Una nissaga familiar
Va néixer el 31 de juliol de 1942 a Sant Sebastià. S'inicià al món de la cuina per tradició familiar. Els iniciadors de la saga familiar gastronòmica, els seus avis José María Arzak Etxabe i Escolástica Lete, van construir una casa al poble d'Alza (actual barri de Sant Sebastià) què, en principi, va ser una bodega de vins i el bar del poble. En posar-se al front del negoci els pares de Juan María Arzak, Juan Ramón Arzak i Francisca Arratibel, l'establiment va transformar-se en una casa de menjars. El restaurant es va fer força conegut i es va especialitzar en banquets i àpats i celebracions familiars.
Després de la mort del seu pare el 1951, quan Arzak tenia 9 anys, la seva mare va seguir endavant amb el negoci, mentre ell va començar a estudiar al col·legi Alfons XII de San Lorenzo de El Escorial (Madrid). Va fer batxiller i començà estudis d'aparellador, però, després d'un any, es va matricular a l'Escuela Superior de Hostelería y Turismo de Madrid.
El 1966 Juan María Arzak va finalitzar els seus estudis d'hostaleria i va marxar a fer pràctiques de cuina a l'estranger a restaurants com el Senderens de París i el suís Girarder, entre d'altres. Va arribar a conèixer a Paul Bocuse, qui va dirigir-lo definitivament cap a l'alta cuina.
Un cop va tornar a Sant Sebastià, va incorporar-se a l'equip del restaurant familiar. En principi, es va encarregar de la partida de carns, què es preparaven a la graella utilitzant carbó vegetal. La seva mare va ser la seva mestra de la cuina tradicional basca, fet al que Juan Mari Arzak va afegir la seva gran curiositat i ganes d'innovar fins a arribar a elaborar plats de creació pròpia.
L'any 1967 va entrar al restaurant Maite Espina, per treballar en tasques de sala. Juan María Arzak i Maite Espina es van casar i van tenir dues filles: Marta i Elena, molt coneguda aquesta última per haver seguit les passes del seu pare a la cuina. En els anys posteriors, Arzak va seguir evolucionant dins la cuina basca, incorporant nous elements, fins a crear una cuina totalment personal.

## Dècada dels 70: premis i distincions
A partir de la dècada dels 70, Arzak va començar a rebre premis i distincions que li van donar nom tant a nivell estatal com internacional. El 1976 assisteix al primer certamen gastronòmic organitzat per la revista Club de Gourmets  amb la presència de Paul Bocuse. D'aquesta reunió sorgeix la idea de crear una nova cuina espanyola de la qual Juan María Arzak es converteix en el seu principal representant i el seu restaurant en centre de la innovació de la gastronomia espanyola fins a l'aparició de Ferran Adrià. De fet, Arzak és un dels cuiners més habituals en tota mena de trobades i esdeveniments gastronòmics nacionals i internacionals. Finalment, el 1989, el seu restaurant Arzak va rebre la tercera estrella atorgada per la prestigiosa Guia Michelin.

## Els últims anys
Actualment, Juan María Arzak seguix al capdavant del seu restaurant acompanyat de la seva filla Elena Arzak, que ja està incorporant plats propis a la carta de l'Arzak i està cridada a substituir al seu pare en el futur. Elena Arzak va rebre el Premi Nacional de Gastronomia el 2010. Des del 2005 Juan María Arzak realitza un programa de televisió al costat del seu amic Karlos Arguiñano.
Els últims anys, Juan María Arzak ha estat dedicat a la creació del Basque Culinary Center, al costat d'altres prestigiosos cuiners bascos: Martín Berasategui, Pedro Subijana, Karlos Argiñano, Andoni Luís Adúriz, Hilario Arbelaitz i Eneko Atxa. Aquest nou centre, creat per la Mondragon Unibersitatea al costat dels cuiners esmentats, ha començat a funcionar el 2011 i compta amb una Facultat de Ciències Gastronòmiques i un Centre d'Investigació i Innovació en Alimentació i Gastronomia. El Basque Culinary Center té com a fi la formació i la investigació, la innovació i la transferència de coneixement i tecnologia a les diverses àrees de les Ciències Gastronòmiques.

## Premis
- Premi Nacional de Gastronomia com a millor cuiner (1974) i com a millor restaurant (1985 i 1995)
- Millor cuiner d'Espanya per la Revista Club de Gourmets 1983
- Millor restaurant d'Espanya per la Revista Club de Gourmets 1984
- Tercera estrella de la Guia Michelin 1989
- Entrada a la cadena Tradition & Qualite 1989
- Gran Premi de l'Art de la Cuina com a millor cuiner d'Europa per l'Acadèmia Europea de Gastronomia
- Cavaller de l'Ordre de les Arts i les Lletres de França